# Liste der Monuments historiques in Naisey-les-Granges
Die Liste der Monuments historiques in Naisey-les-Granges führt die Monuments historiques in der französischen Gemeinde Naisey-les-Granges auf.

## Liste der Objekte
| Bezeichnung        | Beschreibung                                | Standort                       | Kennzeichnung | Schutzstatus | Datum | Bild |
| ------------------ | ------------------------------------------- | ------------------------------ | ------------- | ------------ | ----- | ---- |
| Zwei Kerzenständer | Holz, vergoldet, Mitte des 18. Jahrhunderts | in der Kirche St-Antide (Lage) | PM25001162    | Classé       | 1928  |      |
| Prozessionskreuz   | Kupfer, 16. Jahrhundert                     | in der Kirche St-Antide (Lage) | PM25001163    | Classé       | 1965  |      |